# Seppa
Seppa (ehemals Sepla) ist ein Ort im Bundesstaat Arunachal Pradesh im Osten Indiens. Seppa gehört zum Distrikt East Kameng und ist dessen Verwaltungssitz. Sapla bedeutet „sumpfiges Land“ im örtlichen Dialekt.

## Geographie
Seppa befindet sich im Westen Arunachal Pradesh auf einer Höhe von 363 Metern und liegt am Ufer des Kameng.

## Demographie
Gemäß der Volkszählung in Indien 2011 hat Seppa eine Einwohnerzahl von 18184. Der Männeranteil der Bevölkerung betrug dabei 50,5 %, der Frauenanteil 49,5 %. Seppa hat einen Alphabetisierungsgrad von 77 %, welcher höher als der nationale Durchschnitt von 59,5 % ist. 18,46 % der Bevölkerung sind unter 6 Jahre alt.

## Medien
In Seppa steht eine Sendeanlage von All India Radio, Akashvani Seppa, die das Radioprogramm auf FM-Frequenzen überträgt.